# Love's Small Song
Love's Small Song es el segundo álbum de estudio de la cantautora americana Baby Dee. Fue lanzado en 2002 por Durtro y consiste en dos discos. El primer disco contiene las canciones escritas y realizadas por Dee, mientras que el segundo disco contiene un collage musical de 55 minutos de sonidos de aves, especialmente de mirlos americanos. Todas las grabaciones usadas fueron grabados en el patio trasero de la casa de la madre de Dee en Cleveland.
Love's small Song actualmente esta agotado como álbum solitario. Ha sido compilado en su totalidad con Little Window y Made for Love como un set de 2 CD llamado The Robin's Tiny Throat, lanzado por Durtro en 2007. El segundo disco está disponible como The Robins' Song, lanzado por Drag City en 2008.

## Lista de canciones
Todas las canciones fueron compuestas por Baby Dee.
Disco uno
1. "The Moon and the Morning Star" – 3:52
2. "So Bad" – 3:37
3. "Look What the Wind Blew In" – 3:01
4. "When I Get Home" – 5:08
5. "My Heart's Come Home" – 4:02
6. "Like Morning All Day Long" – 2:55
7. "Small Wonder" – 3:57
8. "Half a Chance" – 5:29
9. "My Love Has Made a Fool of Me" – 5:24
10. "April Day" – 5:48

Disco dos
1. "Untitled" – 55:28